# Coeloptera
Coeloptera là một chi bướm đêm thuộc phân họ Tortricinae của họ Tortricidae.

## Các loài
- Coeloptera epiloma (Lower, 1902)
- Coeloptera gyrobathra (Turner, 1925)
- Coeloptera vulpina (Turner, 1916)